# Kenny Roberts
Kenneth Leroy Roberts (Modesto, California, 31 de diciembre de 1951), conocido como Kenny Roberts, es un exmotociclista y el primer estadounidense en ganar el Campeonato del Mundo de 500 cc. Apodado El Marciano o King Kenny, ha sido considerado uno de los mejores corredores de la historia tras sus dos Campeonatos AMA en 1973 y 1974, los tres Campeonatos Mundiales consecutivos de 500 cc en 1978, 1979 y 1980 y las tres victorias en la Daytona 200.

## Biografía
Roberts ganó dos campeonatos AMA en 1973 y 1974, tres campeonatos consecutivos de 500 cc en 1978, 1979 y 1980 y tres victorias en la Daytona 200. Es el padre del campeón mundial de 500 cc del año 2000, Kenny Roberts Jr, los únicos padre e hijo que han ganado el título.

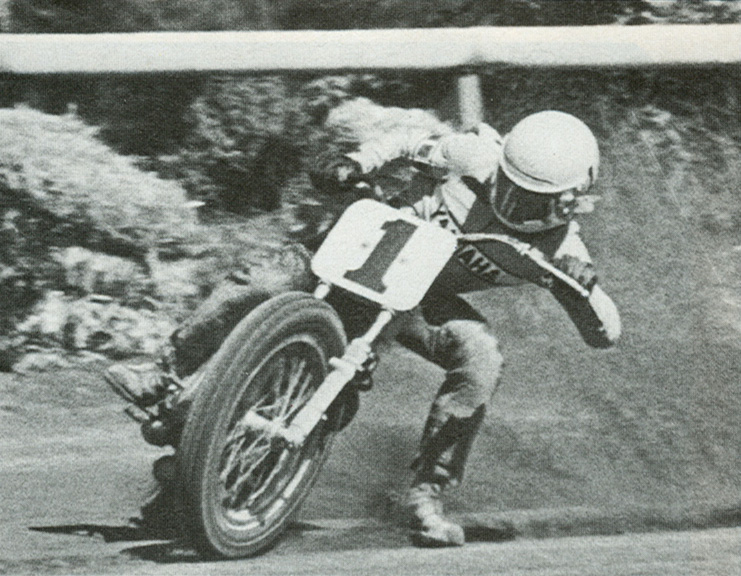
Kenny Roberts haciendo Dirt Track en California en 1974

Fue uno de los primeros corredores, junto al finlandés Jarno Saarinen, que usaron las rodillas para equilibrar la moto sobre la pista en los giros y el primero en usar el gas para hacer derrapar la rueda trasera a la salida de las curvas. Roberts se abrió paso dentro del dominio de la fábrica Harley-Davidson pilotando una Yamaha XS650 en el Campeonato Gran Nacional de los Estados Unidos, unas series que además de la carrera tuvo otras cuatro disciplinas. Es uno de los únicos cuatro pilotos en la historia de la AMA que ha ganado el Grand Slam, ya que tiene títulos nacionales en la milla, la media milla, en pista corta TT y en carrera. Compensó la falta de potencia de su moto con un estilo intrépido.
En 1977 ganó seis de las siete carreras de la AMA Fórmula 1 y por supuesto el título. En 1978 se aventuró a disputar el campeonato del mundo y sorprendió a muchos ganando el título en los 500 cc en su primer intento. En 1979 y en 1980 volvió a demostrar ser el mejor piloto del mundo adjudicándose el campeonato. Sin embargo, en 1981 terminó en tercer lugar, en 1982 en cuarto lugar y en 1983 en segundo.
Fue conocido por sus carreras épicas ante el legendario británico Barry Sheene y el siguiente gran campeón del mundo, el estadounidense Freddie Spencer. La temporada más igualada con Spencer fue en 1983 cuando cada uno ganó 6 carreras y en la penúltima prueba del campeonato en la última vuelta se chocaron. Esta es considerada como una de las mejores ediciones del mundial en su historia junto a otros duelos como el de 1967 entre Mike Hailwood y Giacomo Agostini. Ese año Roberts ganó la última prueba en Italia para despedir un gran palmarés.

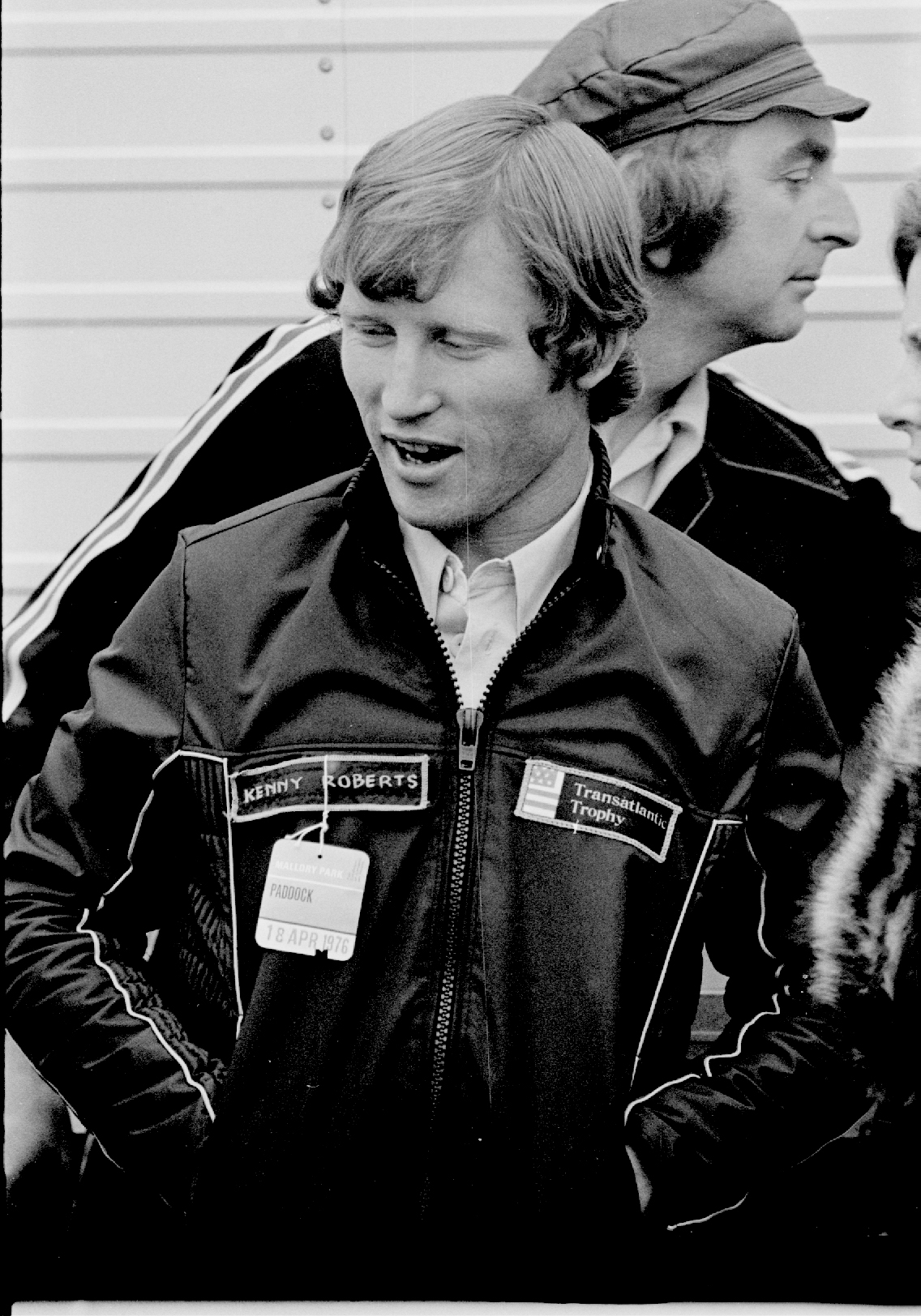
Kenny Roberts en Mallory Park en 1976

También es recordado como uno de los primeros corredores que se quejó de la seguridad en los circuitos. Cuando llegó a disputar el Grand Prix había pruebas como la de Imatra en Finlandia que tenía cruces de ferrocarril y había heno alrededor de postes telefónicos. Organizó una revuelta entre los corredores y amenazó con comenzar una serie de carreras llamadas "Serie mundial" para desafiar el monopolio de la Federación Internacional de Motociclismo. Aunque la serie mundial fallara, forzó a la FIM a tomar a los pilotos en serio y a realizar cambios para su seguridad.

### Mánager
Después de que finalizara su carrera como piloto en 1983, fue mánager de algunos de los mejores corredores del momento como Eddie Lawson, Wayne Rainey, Randy Mamola, Luca Cadalora y otros motociclistas. Como mánager del equipo Yamaha ganó tres campeonatos del mundo de 500 cc con Rainey y uno de 250 cc con John Kocinski. Después de un tiempo en Yamaha tomó la decisión de dejar el equipo y comenzar a crear su propia compañía, el "Team Roberts". Fue fundado por la marca malaya Proton, pero los resultados no fueron los esperados, siguiendo con otros propulsores como Honda.

## Premios
- Miembro del Salón de la Fama del motociclismo en América en 1990.
- Miembro del Salón de la Fama del motociclismo internacional en 1992.
- Miembro del Salón de la Fama del motociclismo AMA en 1998.
- Nombrado "Leyenda" del Grand Prix por la Federación Internacional de Motociclismo en 2000.

## Resultados en el Campeonato del Mundo
Sistema de puntuación desde 1969 hasta 1987:
| Posición | 1.º | 2.º | 3.º | 4.º | 5.º | 6.º | 7.º | 8.º | 9.º | 10.º |
| Puntos   | 15  | 12  | 10  | 8   | 6   | 5   | 4   | 3   | 2   | 1    |

### Carreras por año
(Carreras en negrita indica pole position; Carreras en cursiva indica vuelta rápida)
| Año     | Categoría | Equipo | 1       | 2     | 3       | 4       | 5       | 6       | 7       | 8       | 9       | 10    | 11      | 12    | 13    | Pts. | Posición |
| ------- | --------- | ------ | ------- | ----- | ------- | ------- | ------- | ------- | ------- | ------- | ------- | ----- | ------- | ----- | ----- | ---- | -------- |
| 1974    | 250 cc    | Yamaha | ALE -   | NAC - | IDM -   | NED 3   | BEL -   | SUE -   | FIN -   | CHE -   | YUG -   | ESP - |         |       |       | 10   | 19.º     |
| 1978    | 250 cc    | Yamaha | VEN 1   | ESP 2 |         | FRA 2   | NAC Ret | NED 1   | BEL Ret | SUE -   | FIN Ret | GBR - | ALE Ret | CHE - | YUG - | 54   | 4.º      |
| 1978    | 500 cc    | Yamaha | VEN Ret | ESP 2 | AUT 1   | FRA 1   | NAC 1   | NED 2   | BEL 2   | SUE 7   | FIN Ret | GBR 1 | ALE 3   |       |       | 110  | 1.º      |
| 1979    | 500 cc    | Yamaha | VEN -   | AUT 1 | ALE 2   | NAC 1   | ESP 1   | YUG 1   | NED 8   | BEL DNS | SUE 4   | FIN 6 | GBR 1   | FRA 3 |       | 113  | 1.º      |
| 1980    | 500 cc    | Yamaha | NAC 1   | ESP 1 | FRA 1   | NED Ret | BEL 3   | FIN 2   | GBR 2   | ALE 4   |         |       |         |       |       | 87   | 1.º      |
| 1981    | 500 cc    | Yamaha | AUT Ret | ALE 1 | NAC 1   | FRA 5   | YUG 3   | NED Ret | BEL 2   | RSM DNS | GBR 2   | FIN 7 | SUE Ret |       |       | 74   | 3.º      |
| 1982    | 500 cc    | Yamaha | ARG 1   | AUT 3 | FRA -   | ESP 1   | NAC 4   | NED 2   | BEL 4   | YUG Ret | GBR Ret | SUE - | RSM -   | ALE - |       | 68   | 4.º      |
| 1983    | 500 cc    | Yamaha | RSA 2   | FRA 4 | NAC Ret | ALE 1   | ESP 2   | AUT 1   | YUG 4   | NED 1   | BEL 1   | GBR 1 | SUE 2   | RSM 1 |       | 142  | 2.º      |
| Fuente: |           |        |         |       |         |         |         |         |         |         |         |       |         |       |       |      |          |